# شمس‌آباد (تهران)
شمس‌آباد (مجیدیه شمالی) نام محله ای است که در شمال شرقی شهر تهران و در ناحیه ۲ در منطقه ۴ واقع شده‌است. این محله طی تقسیمات شهرداری و شورای شهر تهران در سال ۱۳۸۷ از شمال به بزرگراه شهید زین الدین، از جنوب به بزرگراه رسالت، از شرق به بزرگراه امام علی و از سمت غرب به خیابان استاد حسن بنا ختم می‌شود و به نام شمس‌آباد-مجیدیه نام گذاری شد. با توجه به سرشماری سال ۱۳۸۵ محله شمس‌آباد-مجیدیه ۵۵٬۱۲۳ نفر جمعیت دارد.
| شمس‌آباد (مجیدیه شمالی) موقعیت شمس آباد در نقشه تهران (رنگ سیاه) مشخصات محلی - استان: تهران - منطقه شهرداری: منطقه ۴ - ناحیه شهرداری: ناحیه ۲ - منطقه پستی: ۱۶ - پیش شماره: ۲۲ مشخصات جغرافیایی - موقعیت مکانی در شهر: شرق (شمال شرق) - شمال: بزرگراه شهید زین الدین - جنوب: بزرگراه رسالت - شرق: بزرگراه امام علی - غرب: خیابان استاد حسن بنا محله های اطراف - شمال: مبارک‌آباد و حسین‌آباد - جنوب: مجیدیه - شرق: کوهک - غرب: کاظم‌آباد |
| --- |

## تاریخچه شمس‌آباد
محله شمس‌آباد تا قبل از سال ۱۳۸۷ یک محله مستقل بود و تعداد ۳۷٬۶۶۵ نفر جمعیت را در خود جای می‌داد که از شمال به بزرگراه همت (پیچ شمس‌آباد) و از جنوب به بلوار کاووسی (بلوار بیژن)، از شرق به خیابان شهید کرد و خیابان هدایتی (کرمان شمالی) و از غرب به خیابان استادحسن بنا محدود می‌شد.

محله شمس‌آباد در ابتدا در مالکیت عین‌الدوله بود. منوچهر ستوده در جلد دوم جغرافیای تاریخی شمیران، شمس‌آباد را این گونه توصیف می‌کند: 
«املاک این سه دهکده [مبارک‌آباد، لویزان، شمس‌آباد] متعلق به عین الدوله بود و قصد فروش داشت. رضاخانِ هروی بصیرالدوله به خیال خرید افتاد ولی نقدینه‌ای نداشت. از ناظرخان پولی قرض کرد و این سه دهکده را خرید. قرار بر این بود که پس از خرید و ضبط املاک قرض ناظرخان را به اقساط بپردازد اما طولی نکشید که ناظرخان فوت شد و بصیرالدوله صاحب همه املاک شد. بدرالسلطنه همسر رضاخان بصیرالدوله بود که پس از فوت رضاخان املاک به او رسید. بدرالسلطنه نیز پس از فوت رضاخان به حباله نکاح صدیق اعلم درآمد. بدین ترتیب صدیق اعلم دست به این اراضی پیدا کرد».
 او حدود جغرافیای شمس‌آباد را در سال ۱۳۴۲ اینطور توصیف می‌کند: 
«دهکده شمس‌آباد در شمال مجیدیه است. اراضی ده متعلق به آقای هروی است و فعلاً در اجاره حاج مرشد ازگلی است. در فرهنگ جغرافیای ایران آمده‌است که شمس‌آباد ده کوچکی است با ۲۰ تن سکنه و خیابان مصفایی میان شمس‌آباد و مجیدیه است.»
ساخت‌وساز در این محل بعد از پیروزی انقلاب اسلامی و با افزایش مهاجرت روستائیان به شهرها [اکثرا استان یزد] و تبدیل زمینهای کشاورزی به واحدهای مسکونی افزایش یافت و می‌توان گفت که این محله در مقایسه با محله‌های سنتی تهران (همچون مبارک‌آباد، دولاب، بهارستان و…) محله‌ای نوپا با سابقه حداکثر ۴۰ ساله است.

## تاریخچه مجیدیه
این محله با احداث بزرگراه رسالت به دو محله کاملاً جدا و به نام‌های مجیدیه شمالی و مجیدیه جنوبی تقسیم گردید. مجیدیه شمالی در ناحیه ۲ منطقه ۴ شهرداری تهران و مجیدیه جنوبی در منطقه ۸ شهرداری تهران قرار دارد. مجیدیه شمالی قبل از ادغام با محله شمس‌آباد، از شمال به میدان سرباز، از جنوب به بزرگراه رسالت، از غرب به خیابان شهید استادحسن بنا و از سمت شرق به خیابان کمالی ختم می‌شد. جمعیت این محله ۲۹۴۰۶ نفر بوده‌است.
محله مجیدیه نیز هم چون شمس‌آباد در مالکیت عبدالمجید عین‌الدوله بود و به دست او آباد شد، به همین دلیل به آن مجیدیه می‌گویند. کارخانه معروف آبجوسازی مجیدیه که در این محل بود و کارگران آن از فارس و ترک ساکن همین قریه بودند. مالک این ده، شاهزاده یمین السلطنه و خرده مالک بود. جمعیت آن طبق سرشماری آن سال‌ها ۸۹۴ تن مرد و ۷۹۰ تن زن و از این جمعیت عده زیادی ارمنی بودند. در مجیدیه یک آسیاب آبی خرابه قدیمی قرار داشت.
زمین‌های این محله پیش از این، ماسه‌ای و برای کشاورزی نامناسب بود و به همین جهت این محله، ساکنان زیادی نداشت. در ابتدا عده‌ای آذری ساکن شدند که کوچه‌های آن خاکی و فاقد امکانات رفاهی بود و آب محله از جوی آب روستای شمس‌آباد تأمین می‌شد. در اواخر سال ۱۳۳۲ برق به این منطقه رسید. بعدها نیز ارمنی‌ها در این نقطه سکونت یافتند.

## اماکن و دسترسی های حمل و نقل

### [۸]ایستگاه های مترو:
- ایستگاه خواجه عبدلله انصاری

- ایستگاه شهید زین‌الدین

### خطوط اتوبوسرانی:

##### [۹]خط اتوبوس ۲۱۰ (معلم - هروی)، در مسیر عبور از:
- در مقصد هروی: ۱- ایستگاه اتوبوس رسالت، ۲- ایستگاه اتوبوس تره بار، ۳- ایستگاه اتوبوس آتش نشانی، ۴- ایستگاه اتوبوس سه راه پیاله، ۵- ایستگاه اتوبوس میدان ملت،  ۶- ایستگاه اتوبوس طاهر.

- در مقصد معلم: ۱- ایستگاه اتوبوس صالحی، ۲- ایستگاه اتوبوس میدان ملت، ۳- ایستگاه اتوبوس محمدی، ۴- ایستگاه اتوبوس بهشتی، ۵- ایستگاه اتوبوس سه راه پیاله، ۶- ایستگاه اتوبوس سرباز، ۷- ایستگاه اتوبوس مخابرات، ۸- ایستگاه اتوبوس پارک، ۹- ایستگاه اتوبوس چهار راه مجیدیه.

این خط به طور کلی از خیابان های: منصوری (۱۶ متری دوم)، جعفری، استادحسن‌بنا شمالی، برادران محمدی (ریحانی)و ابوالحسنی در محدوده این محله عبور میکند.

##### [۱۰]سامانه تندرو خط ۱۰۹:
- ایستگاه مجیدیه-شمس‌آباد

- ایستگاه فرجام

### خیابان ها و میادین اصلی:
این محله از ۸ خیابان اصلی که شامل:
- خیابان استادحسن‌بنا شمالی
- خیابان ۱۶ متری اول
- خیابان منصوری (۱۶ متری دوم)
- خیابان کمالی
- بلوار کاووسی (بلوار بیژن)
- خیابان برادران محمدی (ریحانی)
- خیابان شهید کرد
- خیابان هدایتی

و از ۶ میدان و چندراهی اصلی که شامل:
- میدان ملت
- میدان سرباز
- میدان بهشتی
- سه راه پیاله
- چهار راه مجیدیه
- چهار لاهیجانی

تشکیل شده است.

### مراکز خدمات عمومی:
- کلانتری ۱۹۰ مجیدیه
- ایستگاه آتش‌نشانی ۲۳
- مرکز مخابرات تندگویان
- سرای محله مجیدیه‌ و شمس‌آباد
- پلیس +۱۰
- شهرداری ناحیه ۲ منطقه ۴
- دفاتر پیشخوان دولت شماره
- اداره آموزش و پرورش منطقه ۴ تهران
- بازار میوه و تره‌بار مجیدیه
- مجموعه ورزشی آرش میراسماعیلی

### مدارس:
- دبیرستان سلام شهيد زين الدين
- دبیرستان مرسلین (بزرگسالان)
- دبیرستان ۱۴ معصوم
- دبیرستان علم و ایمان
- دبستان علم و ایمان
- دبیرستان سرای دانش
- دبیرستان دانشپور
- دبستان منتظری
- دبستان دانشپور
- دبیرستان اولیا
- هنرستان برادران مظفر
- دبیرستان گلهای زهرا
- دبیرستان آل یاسین
- دبستان دخترانه آناشید
- مرکز پیش دانشگاهی دخترانه باغچه بان ۲
- دبیرستان حورا
- دبیرستان و هنرستان راه فاطمه
- دبستان آذین علم
- دبیرستان سلام (رسالت)
- دبستان دخترانه حورا
- دبیرستان سلیمه (سلام)
- دبستان سرای زندگی
- مدرسه دارالقرآن
- دبستان شهید خداقلی
- دبیرستان مهدیه
- دبستان تزکیه
- دبیرستان امامت

## نگارخانه

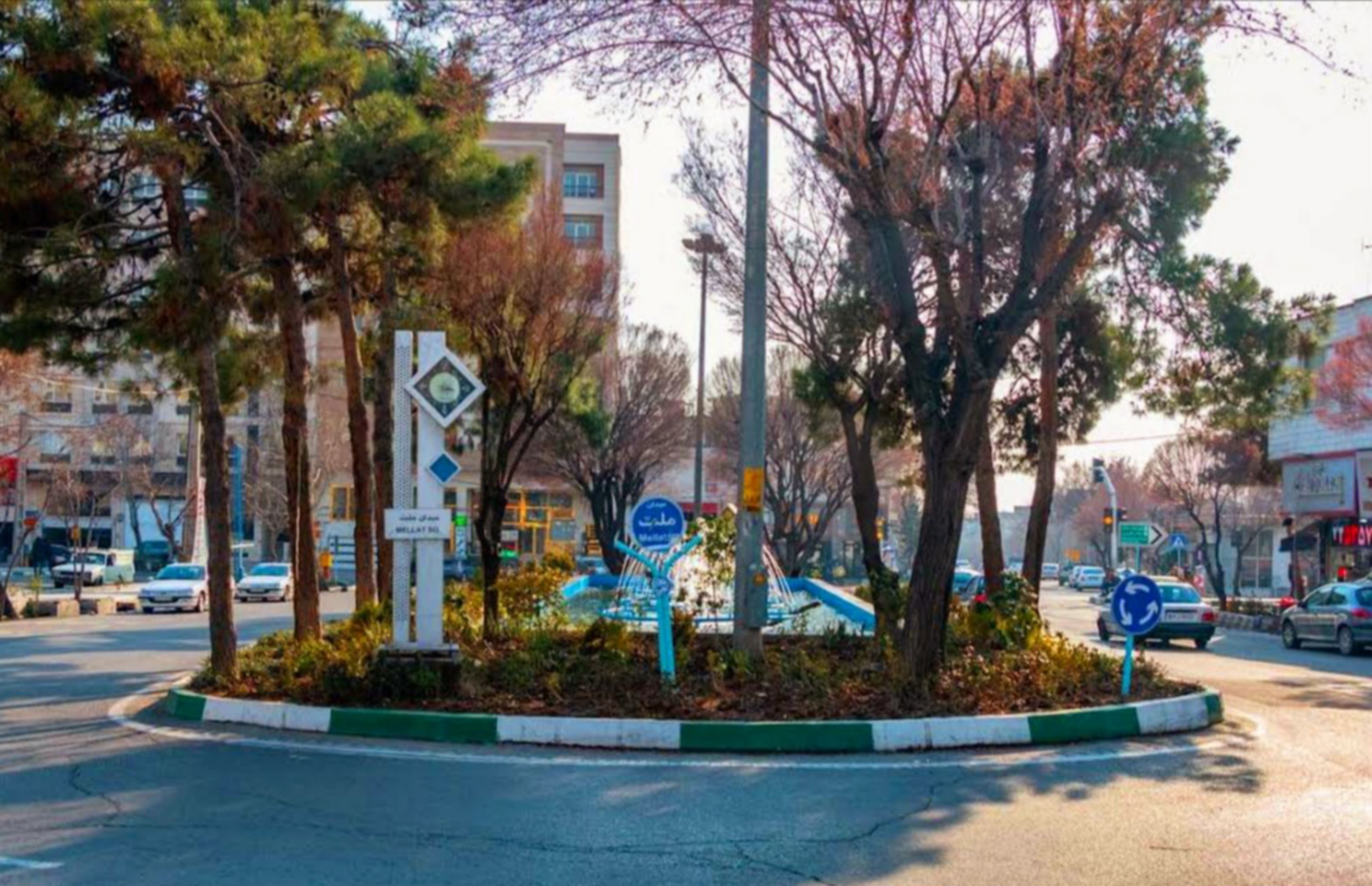
میدان ملت (واقع در خیابان استادحسن‌بنا شمالی)

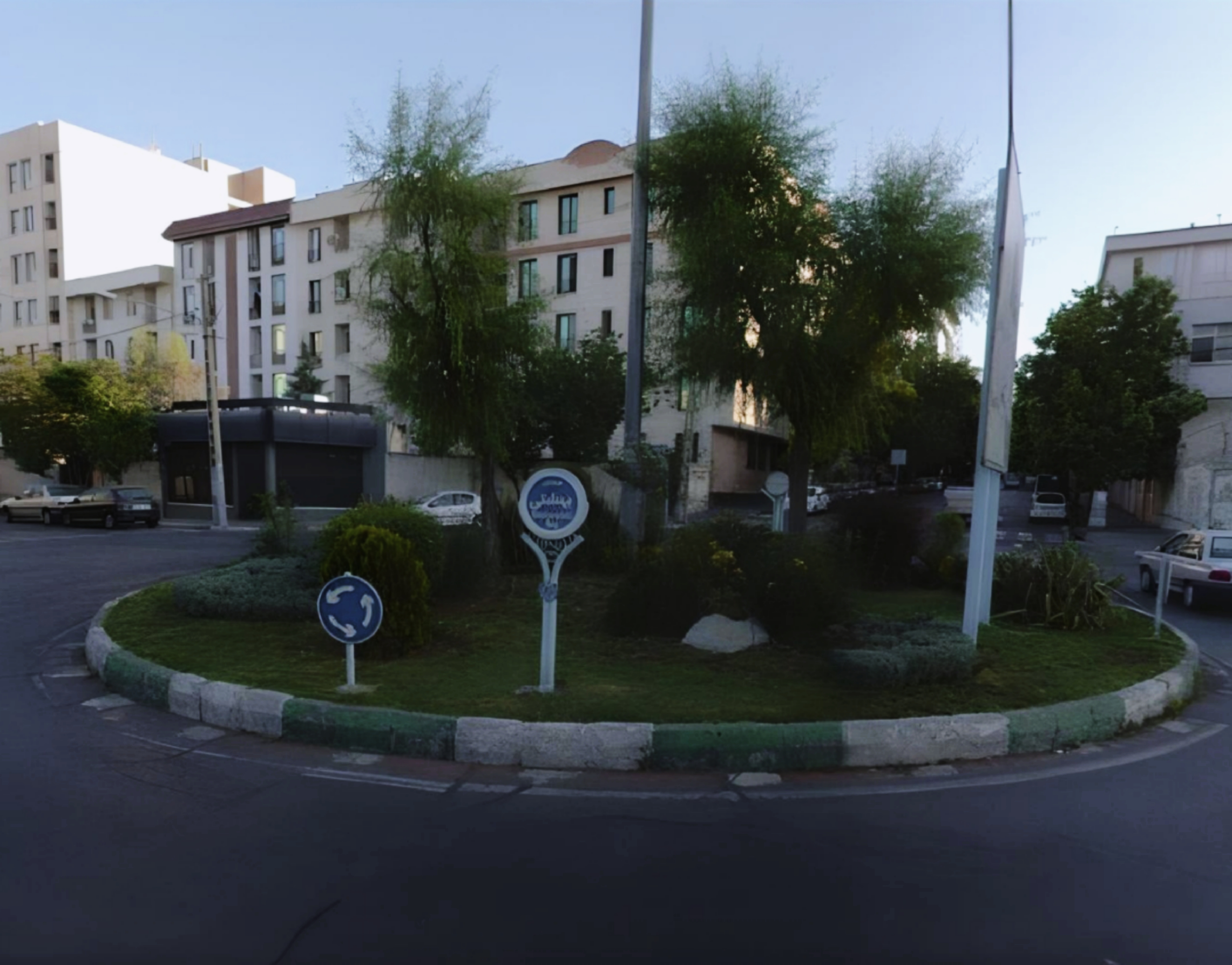
میدان بهشتی (از سمت جنوب به بلوار کاووسی (بلوار بیژن) و از شمال به خیابان برادران محمدی (ریحانی) منتهی می‌شود)

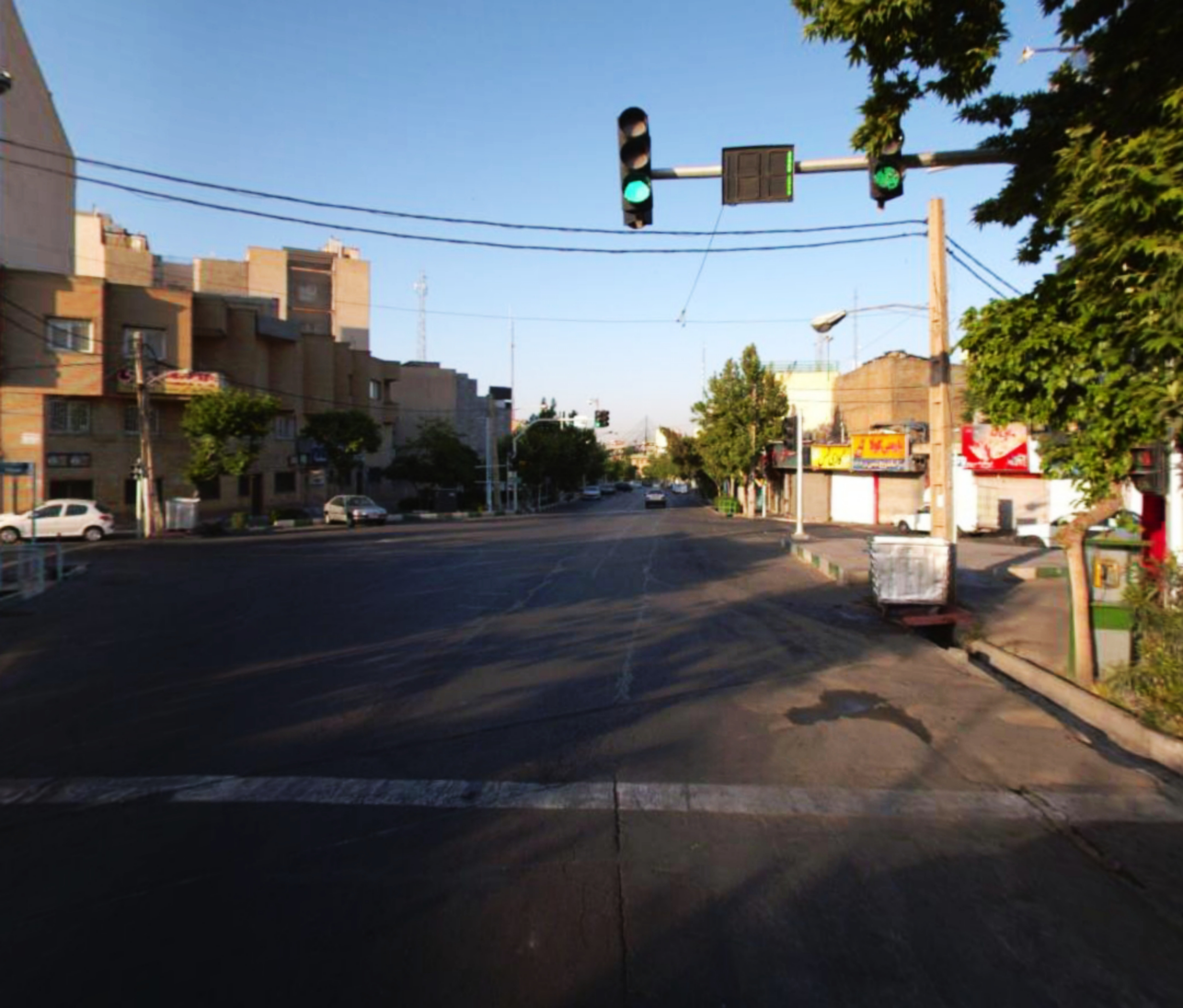
میدان سرباز (واقع در خیابان استادحسن‌بنا شمالی)

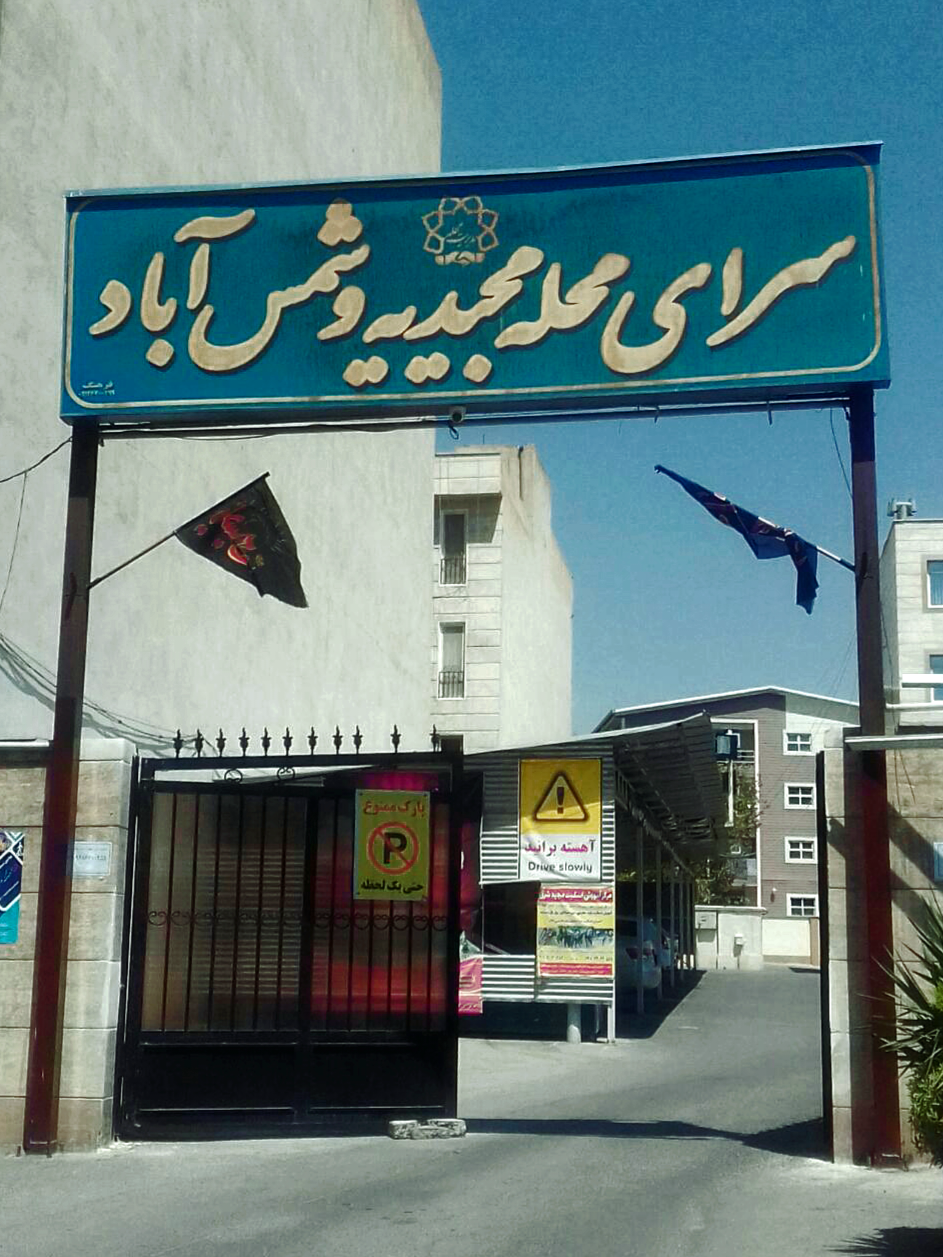
سرای محله مجیدیه و شمس‌آباد (واقع در انتهای خیابان شهیدکرد)

### بوستان و فضا های سبز
- بوستان گلریز
- بوستان مجیدیه
- بوستان ارژنگ
- بوستان دهقان
- بوستان ملل
- بوستان بهاران
- بوستان برزین
- بوستان سینا
- بوستان مقدم
- بوستان موسایی
- بوستان خانعلی
- بوستان مهتاب
- بوستان بهار
- بوستان شهید کرد
- بوستان دنیای کودک
- بوستان دبیران (معلم)
- بوستان نظامی
- بوستان مهرآوه (مهر)
- بوستان فرجام
- بوستان خانعلی
- بوستان کاشف
- بوستان گلستان دوم
- بوستان قربانی
- بوستان آذین
- بوستان گلدیس
- بوستان ذاکری
- بوستان شهر کتاب
- بوستان ساجدین
- بوستان غفاری
- بوستان طاهر
- فضای سبز چمن
- بوستان یاس
- بوستان آرمن آودیسیان (ارس)
- بوستان سامان
- بوستان موحد

### مراکز خرید:
- مرکز خرید دنیای نور
- مرکز خرید نگین
- پاساژ آریا